# Landkreis Kaplitz
Der Landkreis Kaplitz war von 1938 bis 1945 eine Gebietskörperschaft im Großdeutschen Reich im südlichen Teil Böhmens. Der Verwaltungssitz war Kaplitz.

## Geschichte
Der Landkreis entstand aus dem ehemaligen Politischen Bezirk Kaplitz im Königreich Böhmen, später im tschechoslowakischen Bezirk Kaplice. 1939 erfolgte die Eingliederung des Landkreises mit 84 Gemeinden in den Reichsgau Oberdonau. Die Gemeinde Reiterschlag wurde in den Kreis Rohrbach ausgegliedert.

## Landräte
1938–1945: Eichler